# Шепелев, Александр Сергеевич
Александр Сергеевич Шепелев (род. 17 марта 1998, Челябинск) — российский хоккеист, защитник.

## Биография
Воспитанник хоккейной школы «Трактор» Челябинск. С сезона 2015/16 стал играть в МХЛ за команду «Белые медведи», со следующего сезона — за «Челмет» в ВХЛ. 30 октября 2019 в домашнем матче против минского «Динамо» (4:1) дебютировал в КХЛ, провёл в сезоне 8 матчей. Пропустив первую половину сезона-2020/21, перешёл в чешский «Фридек-Мистек», затем — в словацкий «Мартин». Сезон 2021/22 провёл в чемпионате Словакии в составе клуба «Липтовски-Микулаш». Перед сезоном 2022/23 вернулся в «Трактор». Провёл один матч в КХЛ, был отправлен в «Челмет», с ноября вернулся в «Трактор». Перед сезоном 2024/25 был обменян в «Адмирал».
Участник чемпионата мира среди молодёжных команд 2018.